# Rappel (signalisation ferroviaire)
Pour les articles homonymes, voir Rappel.
Le signal de rappel de ralentissement (de type SNCF) précède une aiguille (ou plusieurs) en position déviée qui ne peut être franchie à la vitesse normale de la ligne. Il est annoncé à distance par un ralentissement.
Selon la vitesse maximale des aiguilles, plusieurs types de signaux de rappel de ralentissement existent.

## Rappel 30
En signalisation lumineuse, le rappel de ralentissement 30 est présenté sous forme de deux feux jaunes, disposés verticalement.
En signalisation mécanique, il est présenté sous forme d'une cocarde (tableau) jaune triangulaire pointée vers le bas.

Le rappel de ralentissement 30 précède une aiguille (ou plusieurs) en position « voie déviée » à passer à une vitesse maximale de 30 km/h.

## Rappel 60
Le rappel de ralentissement 60 est présenté sous forme de deux feux jaunes clignotants, disposés verticalement.

Le rappel de ralentissement 60 précède une aiguille (ou plusieurs) en position « voie déviée » à passer à une vitesse maximale de 60 km/h.

## Tableau indicateur de vitesse de rappel
Dans le cas où la vitesse à respecter est différente de 30 ou 60 km/h, un tableau (avec chiffres blancs sur fond noir) est utilisé pour confirmer la limitation.
Le tableau indicateur de vitesse de rappel précède une aiguille (ou plusieurs) en position « voie déviée » à passer à la vitesse précisée (en km/h). En position ouverte, le tableau présente une bande verticale blanche lumineuse ou réflectorisée.